# PGC 46373
LEDA/PGC 46373, auch ESO 576-26, ist eine Balken-Spiralgalaxie im Sternbild Jungfrau auf der Ekliptik. Sie ist schätzungsweise 82 Millionen Lichtjahre von der Milchstraße entfernt und hat einen Durchmesser von etwa 65.000 Lichtjahren. Vom Sonnensystem aus entfernt sich das Objekt mit einer errechneten Radialgeschwindigkeit von näherungsweise 2.000 Kilometern pro Sekunde.
Im selben Himmelsareal befinden sich unter anderem die Galaxien NGC 5068, PGC 828245, PGC 830872, PGC 831721.